# Cirié
Cirié – miejscowość i gmina we Włoszech, w regionie Piemont, w prowincji Turyn.
Według danych na rok 2004 gminę zamieszkiwało 18 178 osób, 1069,3 os./km².